# بوبي هيل (لاعب كرة قاعدة)
بوبي هيل (بالإنجليزية: Bobby Hill)‏ هو لاعب كرة قاعدة أمريكي، ولد في 3 أبريل 1978 في سان خوسيه في الولايات المتحدة.

## وصلات خارجية
- بوبي هيل على موقعبيزبول رفرنس.كوم (الدوري الرئيسي) (الإنجليزية)
- بوبي هيل على موقعبيزبول رفرنس.كوم (الدوري الثانوي) (الإنجليزية)
- بوبي هيل على موقع مشجعي الرسوم البيانية (الإنجليزية)